# ماري أندرسون (صحفية)
ماري أندرسون (بالإنجليزية: Marie Anderson)‏ هي صحفية أمريكية، ولدت في 19 أبريل 1916 في بينساكولا في الولايات المتحدة، وتوفيت في 2 يوليو 1996 في ألتامونت سبرنغز في الولايات المتحدة.